# Samuel Kishi Leopo
Samuel Kishi Leopo (* 1984 a Mèxic) és un director de cinema i guionista mexicà.

## Vida
Samuel Kishi Leopo va néixer a Mèxic l'any 1984, va estudiar arts audiovisuals a la Universitat de Guadalajara i ha realitzat nombrosos curtmetratges que s'han projectat en festivals internacionals. El seu debut al llargmetratge va ser Somos Mari Pepa, que Kishi Leopo va presentar a la Berlinale 2014. A la pel·lícula Los lobos va processar les seves experiències infantils. En aquest sentit és autobiogràfica. Quan Leopo tenia cinc anys, la seva mare va deixar el seu pare i el va portar a ell i al seu germà Kenji, de tres anys, als Estats Units amb la falsa promesa que anirien "a Disney". Van travessar la frontera amb visats de turista, declarant que ells volien visitar Disneyland. La seva mare no tenia ni feina ni lloc on viure, ni parlava anglès. Les seves pertinences eren només una muda de roba, unes quantes joguines i una gravadora d'àudio de Fisher Price, segons el director. La seva mare els va tancar en un petit apartament mentre anava a treballar. Havia gravat històries a la gravadora, però també les "normes de la casa" que havien de respectar. L'estrena de la pel·lícula va tenir lloc l'octubre de 2019 al Festival Internacional de Cinema de Busan. El febrer de 2020, la pel·lícula es va projectar com a part del 70è Festival Internacional de Cinema de Berlín a la secció Generation Kplus. Kenji Kishi Leopo va compondre la música d'aquesta pel·lícula.
Al 72è Festival Internacional de Cinema de Berlín és membre del jurat de la secció Generation Kplus.

## Filmografia
- 2006: Memoria viva (curtmetratge)
- 2009: Luces negras (curtmetratge)
- 2010: Acerca del drama de los calcetines (curtmetratge)
- 2011: Mari Pepa (curtmetratge)
- 2013: Somos Mari Pepa
- 2019: Los lobos

## Premis
Festival Internacional de Cinema de Calgary
- 2020: Menció d'Honor al Concurs Internacional de Llargmetratges (Los lobos)[6]

Festival Internacional de Cinema a Guadalajara
- 2020: Premi a la Millor Pel·lícula a la secció Made in Jalisco (Los Lobos)
- 2020. Premi del públic (Los Lobos)[7]

XXXVI Premis Goya
- 2022: Nominació a Millor pel·lícula llatinoamericana (Los Lobos)[8]

Festival Internacional de Cinema de Berlín
- 70è Festival Internacional de Cinema de Berlín: guardonat amb el Peace Film Award (Los Lobos)[9][10]

Premis Ariel
- 2021: Nominació a Millor director (Los Lobos)
- 2021: Nominació a Millor guió original (Los Lobos)
- 2021: Nominació a Millor muntatge de pel·lícula (Los Lobos)[11][12]